# Чогнарі
Чогнарі (груз. ჭოგნარი) — село в Грузії.
За даними перепису населення 2014 року в селі проживає 1551 особа.